# NGC 6169
NGC 6169 est un jeune amas ouvert situé dans la constellation de la Règle. Il a été découvert par l'astronome britannique John Herschel en 1834.
Cet amas est apparait dans un article publié en 2011. C'est l'un des douze amas mentionnés dans l'article qu'il est difficile de séparer du champ d'étoiles et qui ne présente pas de profil de densité radiale (RDP dans l'article pour radial density profile) ou de diagramme couleur-magnitude (CMD dans l'article pour color-magnitude diagrams) bien définis. Cela explique probablement l'absence d'informations plus détaillées  dans les sources consultées comme son âge, sa classe ou sa distance et aussi la raison pour laquelle la base de données Simbad indique que ce n'est pas un objet mais un artéfact.

## Observation
Avec une magnitude visuelle de 6,6, on peut observer aisément avec de petites jumelles. Cependant, il peut être difficile d'y voir un réel amas compact, car comme on peut le voir sur l'image du relevé DSS, il y a de nombreuses étoiles dans cette région de la sphère céleste.

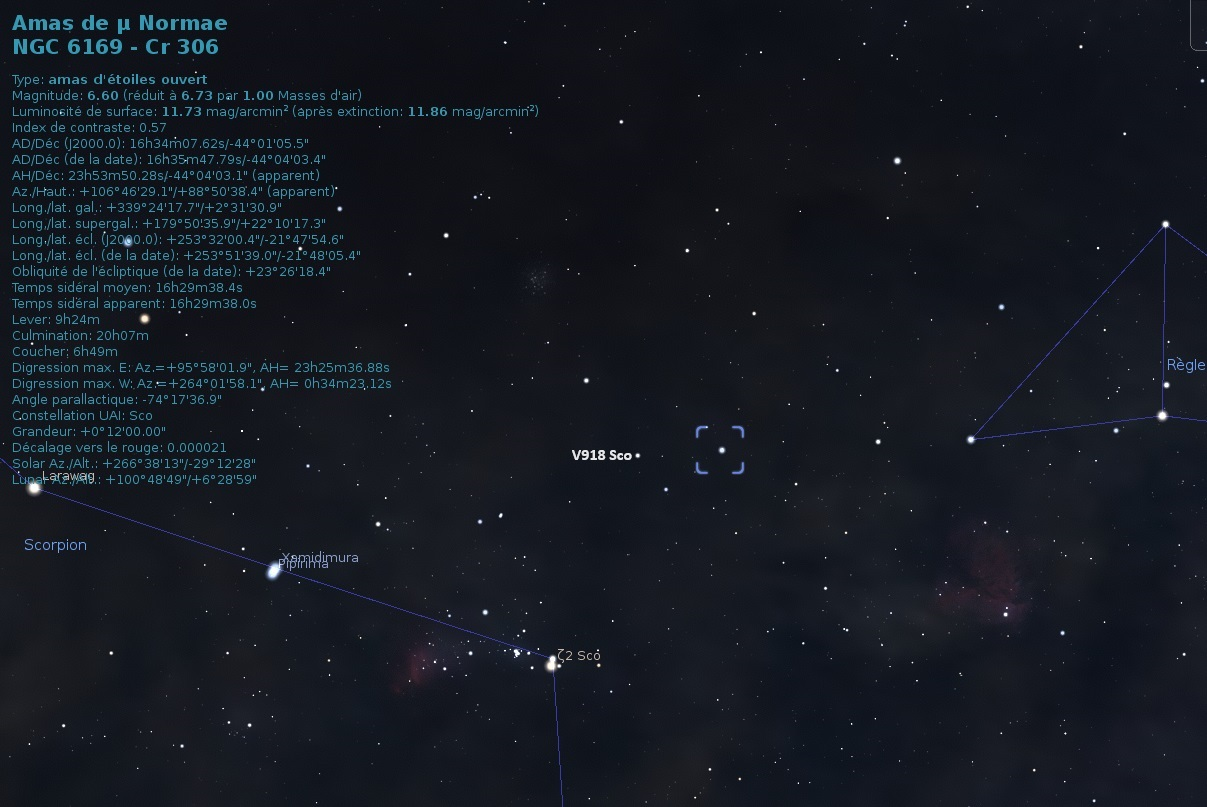
Localisation de NGC 6169 dans la constellation de la Règle. (Stellarium)

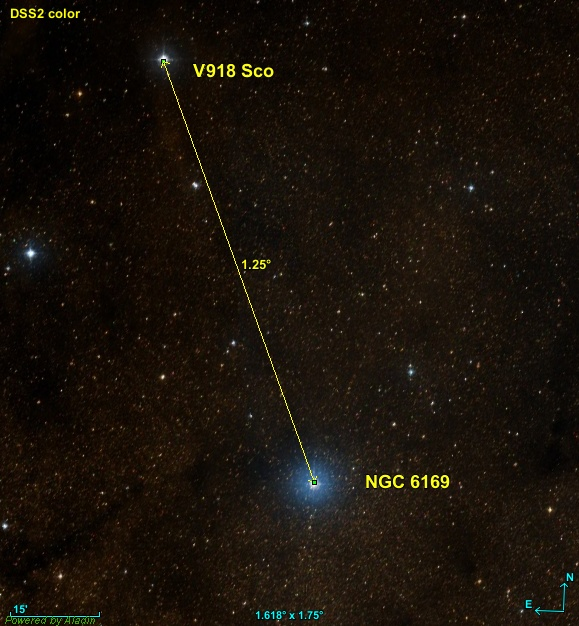
Position de NGC 6169 par rapport à une étoile.

NGC 6169 est situé à environ 1,25 degrés au sud-ouest de l'étoile V918 Sco. Cette étoile, aussi désignée comme HD 149404 est une supergéante bleue de magnitude visuelle égale à 5,52 que l'on peut distinguer des autres avec des jumelles.

## Étoiles
Malgré le fait que Simbad indique que NGC 6169 n'est pas un objet, il y a tout de même quatre étoiles dont on peut obtenir les données en utilisant la requête NGC 6169 Num, où Num est un chiffre de 1 à 4. L'étoile * mu. Nor (HD 149038) est l'étoile brillante au centre de l'image du relevé DSS.
| Num # | Nom        | α                | δ                 | type    | P (mas)         | d (pc)     | μα* (mas/an) | μδ* (mas/an) | mV    | Rem.              |
| ----- | ---------- | ---------------- | ----------------- | ------- | --------------- | ---------- | ------------ | ------------ | ----- | ----------------- |
| #1    | * mu. Nor  | 16h 34m 02.0203s | -44° 02′ 43.1282″ | O9.7Iab | 0,78 ± 0,33     | 1282 ± 542 | 0,020        | -7,980       | 4,94  | Supergéante bleue |
| #2    | NGC 6169 2 | 16h 34m 11.5042s | -44° 01′ 12.5029″ |         | 0,7648 ± 0,0162 | 1308 ± 28  | -2,257       | -1,377       | 13,18 |                   |
| #3    | NGC 6169 3 | 16h 34m 04.9598s | -44° 00′ 24.3190″ |         | 0,5667 ± 0,0166 | 1765 ± 52  | -0,643       | -1,636       | 13,25 |                   |
| #4    | NGC 6169 4 | 16h 34m 59.7980s | -44° 00′ 58.4608″ |         | 0,5997 ± 0,0183 | 1668 ± 51  | -2,486       | -4,235       | 12,74 |                   |